# Tarucus micaerulescens
Tarucus micaerulescens är en fjärilsart som beskrevs av Charles Oberthür 1910. Tarucus micaerulescens ingår i släktet Tarucus och familjen juvelvingar. Inga underarter finns listade i Catalogue of Life.